# Clint Frank
Clint Frank (St. Louis, 13 september 1915 – Evanston, 7 juli 1992) was een Amerikaans American football-Running back. Hij speelde van 1934 tot 1938 College football voor de Yale Universiteit waar hij in 1937 de Heisman Trophy won. Frank richtte later in zijn leven het Clinton E. Frank, Inc. marketing agentschap op. Frank speelde nooit op professioneel niveau.

## Universitaire carrière
Frank studeerde aan de Yale universiteit, ook was hij lid van de beroemde Skull and Bones gemeenschap, Frank studeerde in 1938 af met een diploma in economie. Ook was hij zeer succesvol in football, hij werd verkozen tot aanvoerder van het team en werd uitgeroepen tot All-American. In zijn senior jaar in 1937 won hij de Heisman Trophy en de Maxwell Award. Frank versloeg nipt Byron White in de verkiezing voor de Heisman; White werd later een hooggeplaatst rechter in het U.S. Supreme Court.
Frank trouwde met Margaret Rathje Frank, met wie hij drie zoons en zes dochters had.

## Militaire dienst
Clint Frank behaalde de rang van Luitenant Kolonel in het Amerikaanse leger, hij diende als assistent en adviseur voor Generaal Jimmy Doolittle tijdens de Tweede Wereldoorlog. Na de oorlog ging hij weer aan het werk in de marketing wereld.

## Marketing carrière
Frank ging werken voor het marketing bedrijf Blackett-Sample-Hummert Inc. dat gevestigd was in Chicago, Frank werkte daar tien jaar voordat hij benoemd werd tot assistent van manager E.J. Brach and Sons, de bekende snoepjes fabrikant. Frank was ook betrokken bij het marketing bedrijf van Price, Robinson en Frank. In 1954 zette Frank zijn eigen bedrijf op genaamd, Clinton E. Frank Inc., dit bedrijf werd in 1976 verkocht aan Campbell-Ewald Co.

## Pensioen en overlijden
Frank stichtte ook het Hersen - onderzoek programma op de Universiteit van Chicago en het Oog - onderzoek instituut in Boston. Tijdens zijn pensioen richtte hij ook nog het Amerikaanse instituut voor Kunst op.
Frank stierf in Evanston.